# 크리에이터
크리에이터(Kreator)는 1982년 독일 서부 에센(Essen)에서 결성된 스래쉬 메탈 밴드이며, 소돔 (밴드), 디스트럭션과 더불어 독일 스래쉬 메탈 신에서 가장 역사가 오래되고 유명한 밴드 중 하나이다. 또한, 위 세 밴드는 '저먼 스래쉬 빅 3'로 불리고 있으며, 크리에이터는 현재까지 총 2백만 장의 판매고를 올렸다.
크리에이터는 80년대 독일 내 스래쉬 메탈의 확산에 이바지하였고, 외국에서도 높은 인기를 구가했다. 1990년대에는 기존의 스타일을 답습하기보다는 꾸준히 실험을 거듭하며 평단에서는 좋은 평가를 받은 반면, 팬들에게까지 긍정적인 평가를 받지는 못했다. 그러나 2000년대 들어서는 초기의 스타일로 복귀하여 예전의 명성을 되찾는다.

## 역사

### 1980년대
크리에이터의 전신은 1982년에 결성된 스쿨 밴드 'Tyrant'이다. 당시 멤버는 밀란트 "밀레" 페트로차(보컬, 기타), 롭 피오레티(베이스), 위르겐 "벤토르" 라일(드럼) 이었다. 이듬해 밴드 이름을 'Tormentor'로 변경하고 인디 레이블 노이즈 레코드(Noise Record)과 계약을 맺은 후 첫 번째 데모 'Blitzkrieg'을 발매한다. 이 앨범과 1984년에 발매한 두 번째 데모 'End of the World'에서는 슬레이어의 흔적이 많이 느껴지며, 인디 레이블 Noise Record에서 발매했다. 얼마 지나지 않아 밴드 이름을 크리에이터(Kreator)로 변경하고, 1985년 정식 데뷔 앨범 'Endless Pain'을 발매한다. 이 앨범 역시 슬레이어의 주로 영향이 많이 느껴지나, 데스, 블랙 메탈의 면모까지 확인할 수 있다. 녹음 작업에는 총 10일이 소요되었다.
예상외로 판매실적이 호조를 보이자 레이블은 두 번째 앨범 'Pleasure to Kill'을 내도록 강요한다.
이 앨범에는 슬레이어의 'Hell Awaits', 'Possessed'의 'Seven Churches'의 흔적을 많이 느낄 수 있다.
또한, 헬로윈, 보이보드의 앨범을 프로듀싱한 해리스 존스가 지휘를 담당했으며, 이 앨범은 스래쉬 메탈의 명반 대열에 포함된다. 또한, 이 전까지는 항상 단발성 공연만 했으나, 새로운 기타리스트 외르크 "트리체" 트레비아토프스키를 영입하며 디스트럭션. 레이지와 투어를 한다.
그리고 연말 EP앨범 'Flag of Hate'를 발매한다.
1987년에 발매한 3집 앨범 'Terrible Certainty'는 밴드 고유의 정체성이 돋보이는 앨범이며, 이 앨범으로 인기를 한층 더 높였다.
유럽에서는 셀틱 프로스트, 북미에서는 D.R.I와 함께 투어 길에 오른다. 1988년에는 북미지역의 판매와 투어를 담당하게 되는 메이저 음반사 에픽 레코즈(Epic Records)와 계약한다.
1년 뒤 메가데스의 앨범을 프로듀싱한 랜디 번스와 함께 4집 'Extreme Aggression' 작업을 우선 베를린에서 먼저 시작하나, 어려움 때문에 결국 로스 엔젤레스에서 작업을 마무리한다.
아테네의 아크로폴리스에서 촬영한 'Lied Betrayer'의 뮤직 비디오는 MTV의 락 전문 프로그램 헤드뱅어스 볼(Headbangers Ball)에서 자주 방영되었다.
외르크는 레이븐과의 유럽 투어 이후에 밴드를 탈퇴하고, 밴드는 소돔 (밴드)의 기타리스트였던 프랑크 "블랙파이어" 고스직을 영입한다.
그리고 수어사이덜 텐던시스와의 첫 번째 북미 헤드라이너 투어를 하게 된다.
같은 해 토마스 샤트 감독이 스래쉬 메탈을 사회적인 관점에서 보여주는 다큐멘터리 필름 'Thrash Altenessen'을 공개한다. 1990년에는 사바트, 코로너, 탱커드와 함께 노이즈 페스티벌에 오른다. 이는 비공산주의 국가 출신의 밴드들이 구 동독에서 한 최초의 공연이다. 7천 명 가량의 관중이 운집했으며, 이 공연은 "Extreme Aggression Tour 1989/1990"이란 타이틀의 비디오로 발매되었다. (추후 "At the Pulse of Kapitulation"로 DVD로 발매)
노이즈 레이블은 또다시 차기 앨범 작업을 강행하고, 1990년 10월에 5집 Coma of Souls을 발매한다. 이 앨범은 전작과 비슷한 성향을 유지하며, 'People of the Lie'가 인기를 얻으며 전작들과 비슷한 판매고를 기록한다. 또한, 최초로 남미에서 공연을 한다.

### 1990년대
1990년대 초 스래쉬 메탈 신은 변혁을 맞이한다. 메탈리카, 메가데스, 앤스랙스가 스래쉬의 본질보다 상업성에 치중하는 반면, 크리에이터는 하드코어와 인더스트리얼 메탈의 요소를 접목하며 실험을 해나간다. 하지만, 90년대의 앨범들은 대개 평단과 팬들의 의견이 엇갈리는데, 1992년에 발매한 'Renewal'은 세풀투라의 앨범을 담당했던 탐 모리스가 프로듀싱을 하였으나, 팬들의 반응과 평단의 반응은 엇갈렸다. (평단에서는 대개 긍정적인 반응을 얻었다.)
타이틀곡의 뮤직비디오는 이스라엘에서 촬영한다.
1993년에는 바이오해저드와 북미, 유럽 투어 길에 오르고, 투어 종료 후 밴드는 휴지기에 들어간다. 그리고 레이블을 노이즈에서 건 레코즈(Gun Records)로 옮긴다. Epic Records와의 재계약은 이루어지지 않았고, 위르겐 라일과 롭 피오레티가 밴드를 탈퇴한 후, 크리스티안 "스피지" 기즐러와 드러머 조 칸젤로시가 밴드에 가입한다. 1995년에는 판테라와 머신 헤드의 영향을 받은 비교적 모던해진 성향인 7집 'Cause for Conflict'를 발매한다.
1997년 발매한 8집 'Outcast'는 톰 베르텔리와 위르겐 라일의 복귀작이나, 이번에도 평단과 팬들의 평가는 엇갈리게 된다. 앨범 발매 후 딤무보거, 크리시언, 리히트호펜과 투어를 한다.
1999년에는 밴드 역사상 가장 실험적인 앨범인 9집 'Endorama'를 발매한다. 전체적인 속도는 느려졌으나, 스타일 면에서 심포닉 메탈의 영향이 느껴지는 앨범이다. 타이틀 곡에서는 스위스의 고딕 메탈 밴드 라크리모사의 보컬 티모 볼프가 참여하기도 했다. 이 앨범 역시 평단의 반응은 좋았으나, 이번에도 팬들의 반응은 평단만큼 좋지 않았다. 이때부터 밴드는 슬럼프를 겪게 된다.

### 2000년대
2000년 들어 SPV와 계약을 체결한다. 동시에 톰 베테를리가 밴드를 탈퇴하고 전 기타리스트 사미 일리-시르니외가 다시 밴드로 복귀한다. 2001년에 발매한 10집 'Violent Revolution'은 예전 스타일에 멜로딕 데스메탈의 요소를 가미했다. 이 앨범은 평단뿐만 아니라 팬들에게도 상당히 좋은 평을 받으며 다시 저먼 스래쉬의 선두주자로 복귀한다. 카니발 콥스와의 투어 후 2001년 가을 'Thrashback'이라는 모토 하에 디스트럭션, 소돔 (밴드)과 투어를 가진다. 이 투어에서 세 밴드는 번갈아가며 헤드라이너를 맡는다. 투어 영상은 2003년 라이브 앨범 'Live Kreation'으로, 그리고 'Live Kreation: Revisioned Glory'라는 DVD로 발매된다. 그리고 같은 해 록 하드 페스티벌(Rock Hard Festival)에서 나일, 베이더, 아몬 아마스와 함께 북미 투어에 나선다. 투어를 마친 후 프로듀서 앤디 스닙의 지휘 하에 2005년 11집 'Enemy of God'을 발매한다. 이 앨범은 전작 'Violent Revolution'의 스타일을 유지하며 상당히 긍정적인 평가를 받는다. 페트로차는 한 인터뷰에서 조지 W.Bush와 오사마 빈 라덴에이 서로를 '신의 적'(Enemy of God)이라고 비방하는 모습에서 앨범 제목에 대한 영감을 얻었다고 밝혔다.
앨범 발매 후 다크 트랭퀼리티, 엑토모프, 헤이트스피어와 유럽 투어를, 베이더, 프로 페인과 북아메리카 투어를 한다. (데스 앤젤은 투어를 취소). 그리고 2005년 6월 3일 모로코의 카사블랑카 페스티벌의 무대에 섰는데, 밴드는 이 무대에 오른 최초의 외국밴드가 되었다. 2006년 2월에는 네이팜 데스, 언다잉, 어 퍼펙트 머더와 다시 미국 투어 길에 오른다. 그리고 여름에는 서머 브리즈(Summer Breeze) 등 다양한 유럽의 페스티벌에 참가한다. 2009년 1월 13일 12 집 'Hordes of Chaos' 을 발매하는데, 기존의 메탈 전문 프로듀서를 고용하지 않고, 기존보다 다른 방식으로 작업하기를 원했기 때문에 비메탈 계열 프로듀서인 모제스 슈나이더를 고용한다. 2010년 11월에는 엑소더스, 데스 엔젤, 수어사이덜 엔젤스와 스래쉬 페스트 투어(Thrashfest Tour)에 참가해 2011년에는 투어 계획이 없으며, 이듬해인 2012년에 새 앨범을 발매한다고 발표한다.

### 2010년대
소속사 SPV가 파산신고를 한 후, 밴드는 뉴클리어 블래스트로 적을 옮긴다. 2012년 6월 1일에 발매된 13집 'Phantom Antichrist'의 프로듀싱은 스웨덴의 옌스 보르옌이 맡았고, 독일 앨범차트 5위에 오르는 기염을 토한다.
스타일
밴드 초기의 가사는 전형적인 스래쉬 메탈의 주제인 살인, 악마. 신화적이거나 비밀스러운 것들이었으나, 페트로차는 한 인터뷰에서 "말타는 시체(reitende Leiche)"에 대한 가사를 쓰는데 흥미를 잃어서 사회비판적인 내용의 가사가 주를 이루게 된다.
'Europe After the Rain'은 네오나치즘을, 'Enemy of God'의 수록곡 중 몇 곡은 9.11테러에 대해 다루고 있다.
벤토르, 토미 베테를리와 함께 작업한 'Endorama', 'Outcast'는 음악적으로는 상당한 수준에 이른 앨범인 동시에 팬들의 분열을 야기한 앨범이란 평을 듣는다. 크리스티안 "스피지" 기즐러는 베테를리를 "보기 드문 기타리스트"라고 표현했는데, 그의 기타리스트로서의 역량과 밴드에서 활동한 기간에 남긴 영향력이 상당했기 때문이다. 그래서 그는 베테를리에게 다시 크리에이터에 가입할지에 대한 의사를 물었으나, 아직 답변을 받지 못했다고 한다.

## 정규 음반 및 EP 싱글, DVD 목록

### 정규 음반
- 1985: Endless Pain
- 1986: Pleasure to Kill
- 1987: Terrible Certainty
- 1989: Extreme Aggression
- 1990: Coma of Souls
- 1992: Renewal
- 1995: Caue for Conflict
- 1997: Outcast
- 1999: Endorama
- 2001: Violent Revolution
- 2005: Enemy of God
- 2009: Hordes of Chaos
- 2012: Phantom Antichrist
- 2017: Gods of Violence
- 2022: Hate Über Alles

### 라이브 앨범
- 1990: Doomsday News III – Thrashing East Live (라이브)
- 2003: Live Kreation
- 2010: Terror Prevails – Live at Rock Hard Festival (록 하드 紙 부록)
- 2012: Terror Prevails – Live at Rock Hard Festival, Pt. 2 (록 하드 紙 부록)
- 2013: Dying Alive

### 베스트 앨범
- 1996: Scenarios of Violence
- 1999: Voice of Transgression
- 2000: Past Life Trauma

### 데모, EP 앨범
- 1983: Blitzkrieg (als Tormentor) (데모)
- 1984: End of the World (als Tormentor) (데모)
- 1985: Rehearsal (데모)
- 1986: Flag of Hate (EP)
- 1988: Out of the Dark… Into the Light (EP)
- 2012: The Big Teutonic 4 - 소돔 (밴드), 디스트럭션, 탱커드와의 스플릿 EP
- 2016: Violence Unleashed

### 싱글 앨범
- 1987: Behind the Mirror
- 1989: Betrayer
- 1990: People of the Lie
- 1995: Isolation
- 1995: Lost
- 1997: Leave This World Behind
- 1999: Endorama
- 1999: Chosen Few
- 2006: Impossible Brutality
- 2012: Phantom Antichrist
- 2012: Civilization Collapse

### DVD
- 2003: Live Kreation – Revisioned Glory
- 2006: Enemy of God – Revisited
- 2008: At the Pulse of Kapitulation – Live in East Berlin 1990
- 2013: Dying Alive